# Forst-Längenbühl
Forst-Längenbühl är en kommun i distriktet Thun i kantonen Bern, Schweiz. Kommunen har 770 invånare (2023). Kommunen bildades den 1 januari 2007 genom sammanslagningen av kommunerna Längenbühl och Forst.